# Androsace minor
Androsace minor är en viveväxtart som först beskrevs av Hand.-mazz., och fick sitt nu gällande namn av C.M. Hu och Y.C. Yang. Androsace minor ingår i släktet grusvivor, och familjen viveväxter. Inga underarter finns listade i Catalogue of Life.

## Bildgalleri

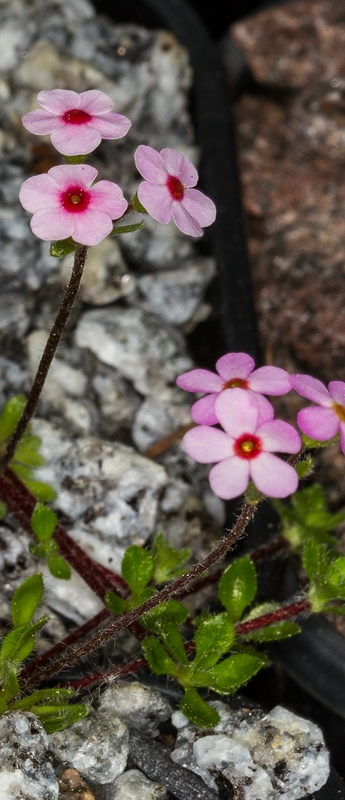
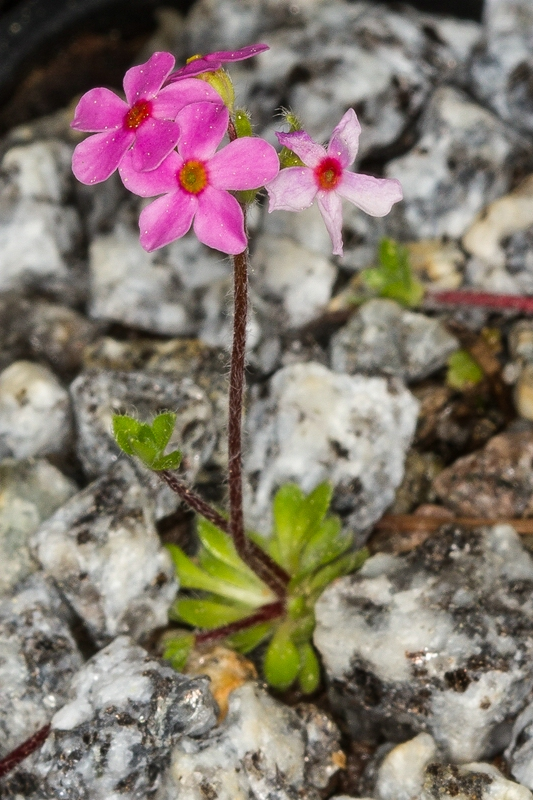